# Molara

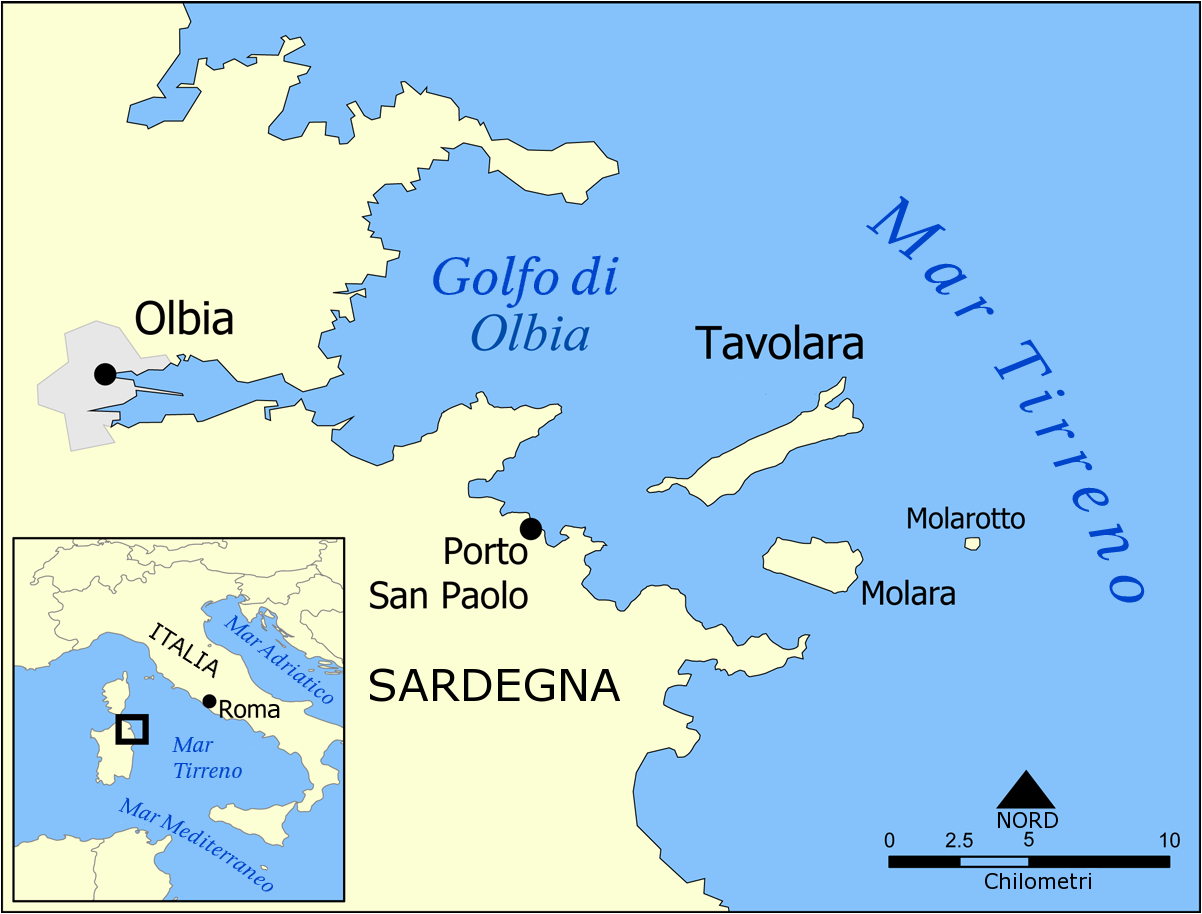
Plan des îles Tavolara dont Molara

Molara est une île d'Italie dans l'archipel de Tavolara au sud-est d'Olbia dans le nord-est de la Sardaigne.

## Géographie
Elle s'étend sur un environ 2,8 km de longueur pour une largeur d'à peu près 2 km. Réserve naturelle, l'île est une propriété privée et n'est pas ouverte au public.

## Histoire

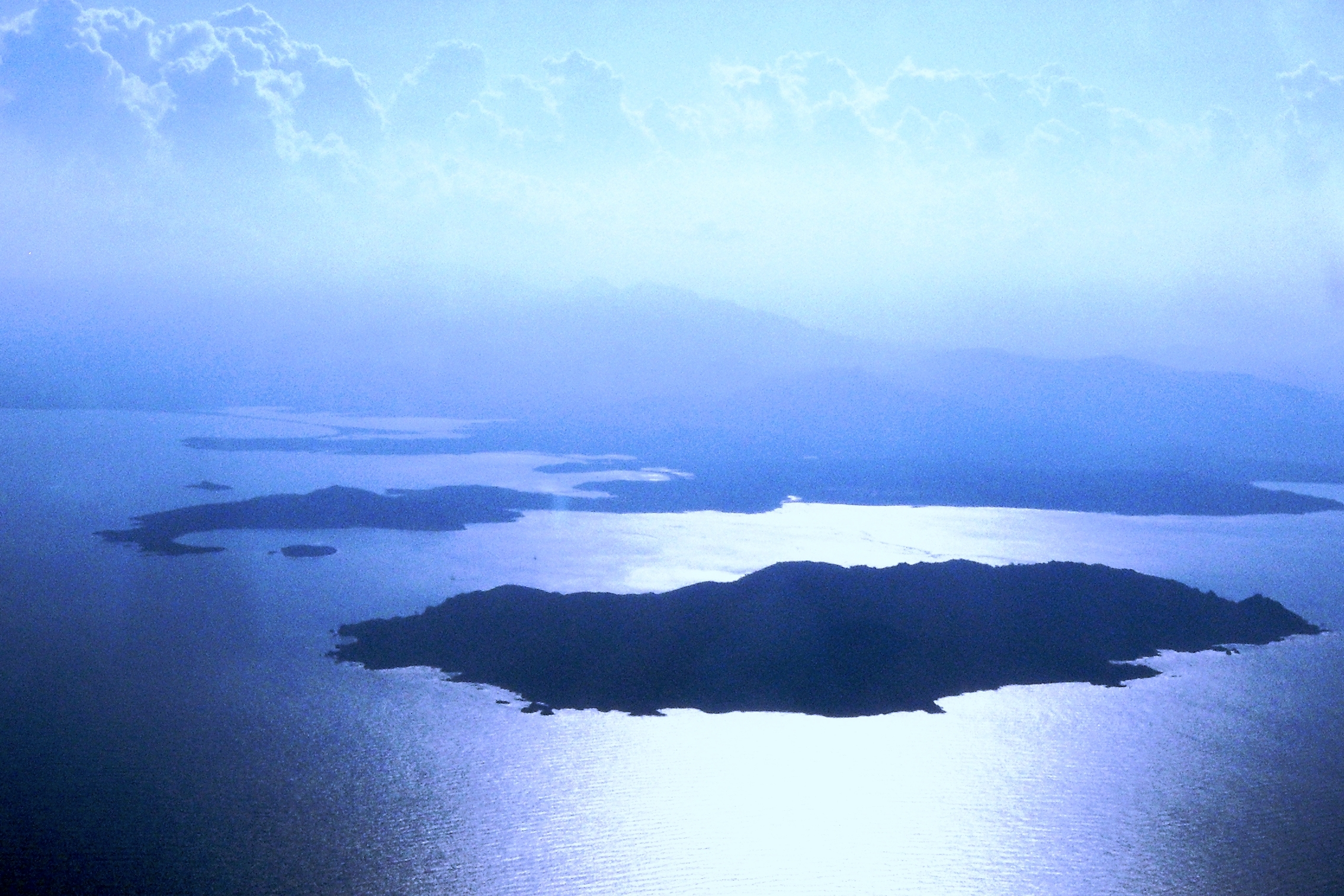
Vue de Molara et de Punta Coda Cavallo
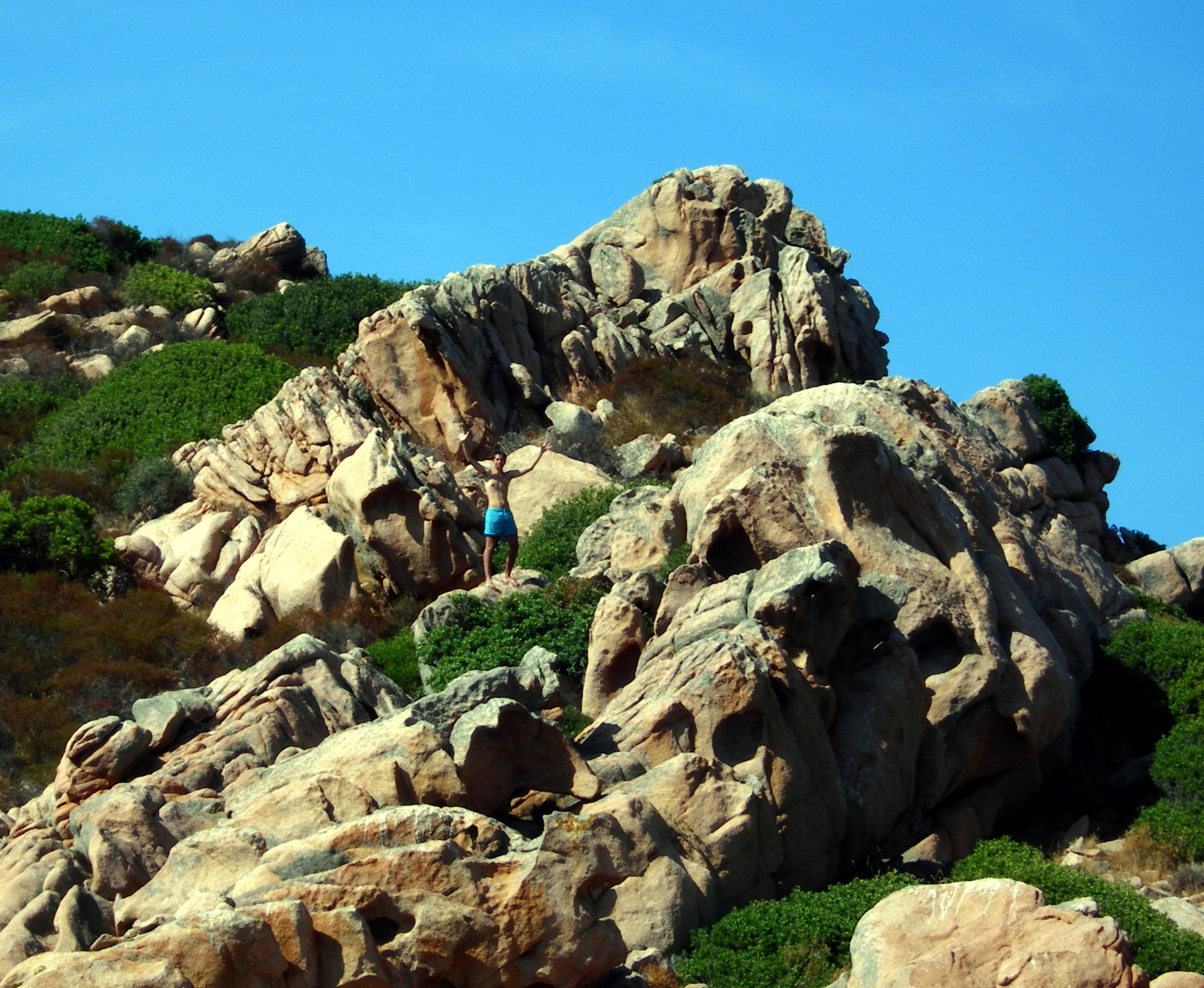
Granite sur l'île
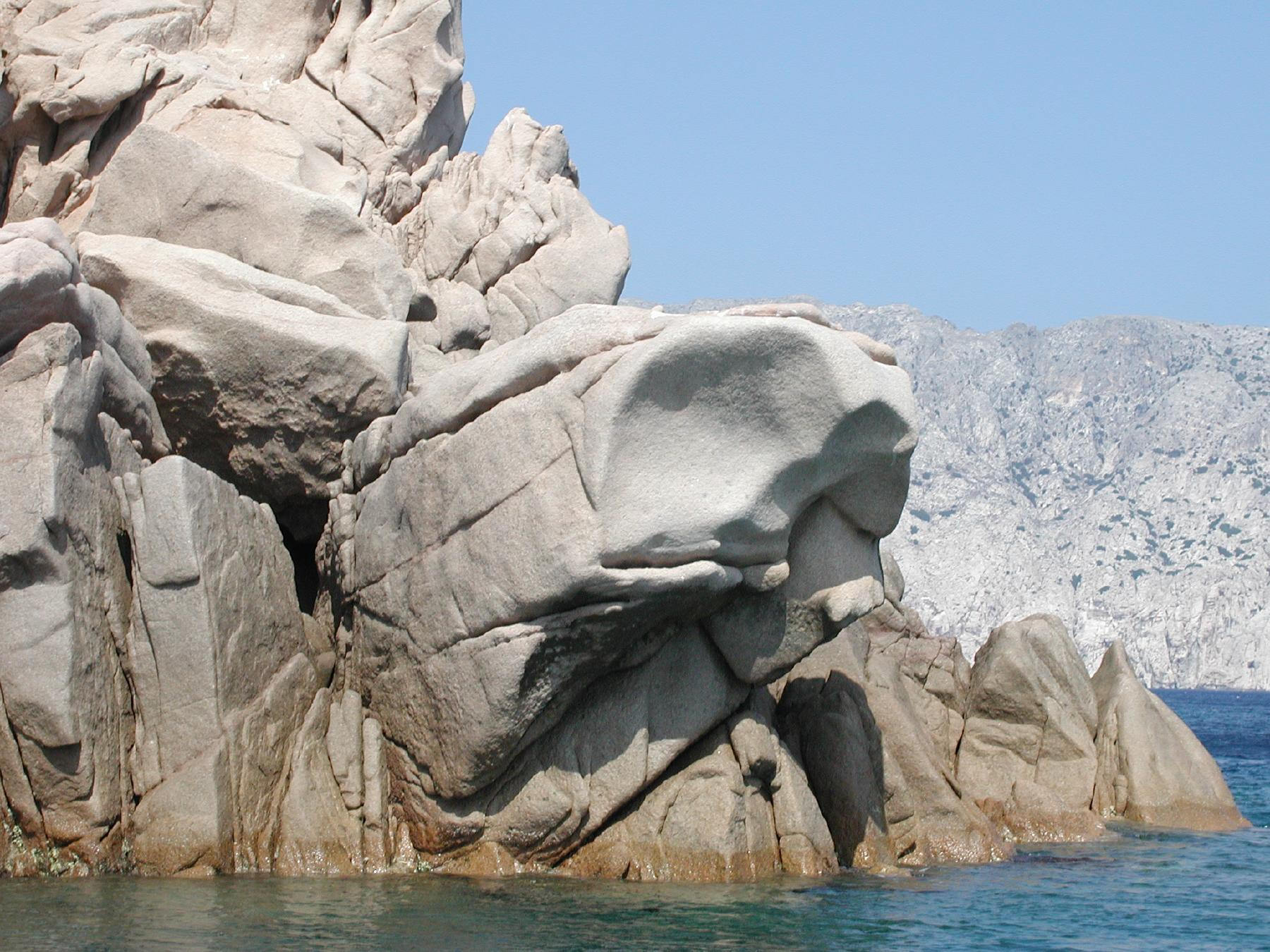
Côte rocheuse dans le sud-est
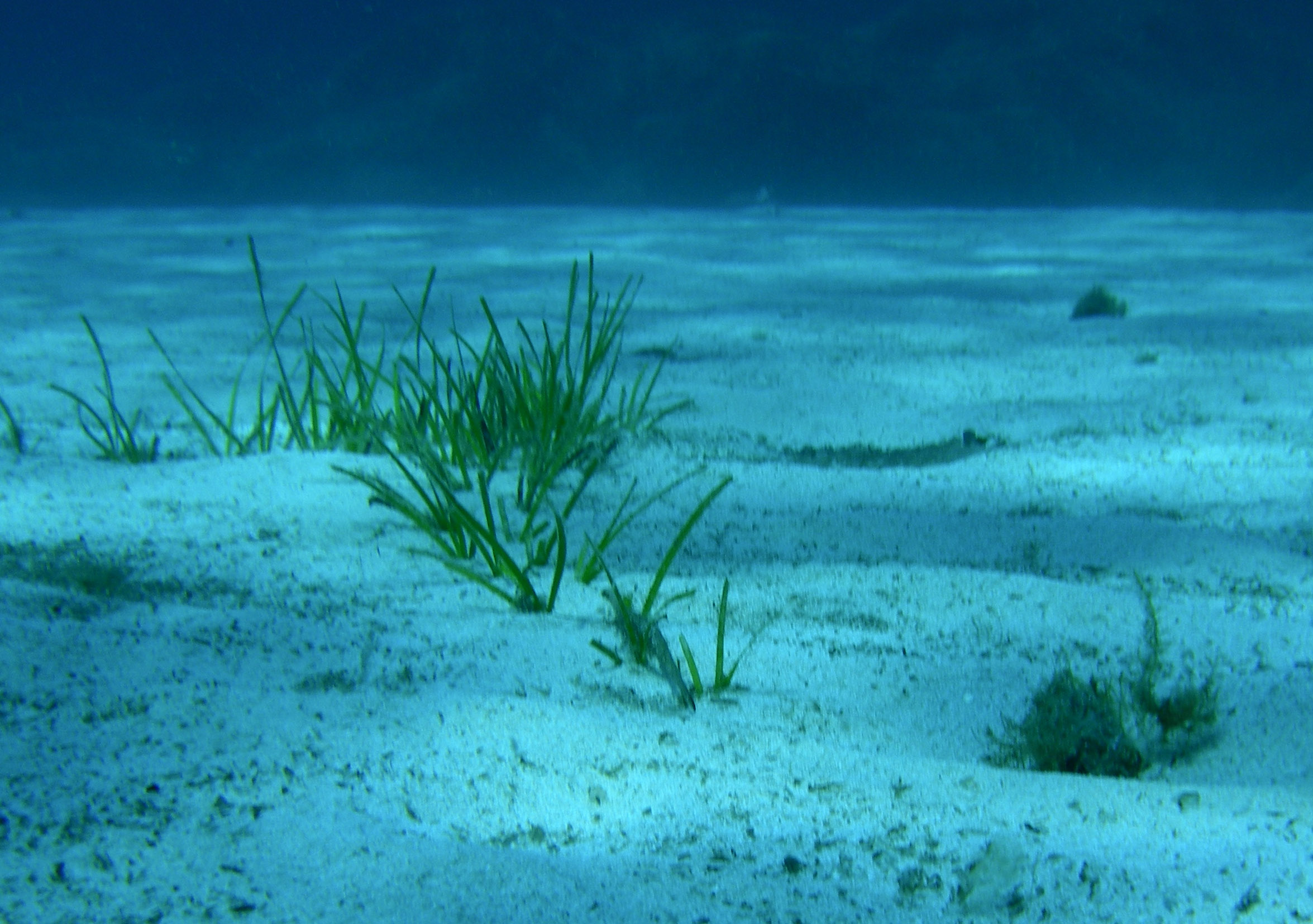
Plongée à Molara